# Karl Heinrich Drescher (Verwaltungsjurist)
Karl Heinrich Drescher (* 3. Mai 1783 in Winzerhausen; † unbekannt) war ein württembergischer Oberamtmann.

## Leben
Dreschers Vater war Hofkameralverwalter von Beruf. Karl Heinrich Drescher, evangelischer Konfession, trat nach dem vor 1805 in Tübingen aufgenommenen Jurastudium in die württembergische Oberamtsverwaltung ein. 1805–1807 war er Kanzleiadvokat. 1807–1808 war er Oberamtsverweser in Marbach, von 1808 bis 1809 Oberamtsverweser in Herrenberg. 1809–1811 wurde er Assistent bei den Oberämtern Marbach und Biberach. Seine längste und wichtigste Stelle war die eines Oberamtmanns in Blaubeuren von 1811 bis 1838. In Blaubeuren machte er sich besonders um die „Achtalentwässerung“ der benachbarten Stadt Schelklingen verdient (begonnen am 5. März 1827, beendet am 11. Dezember 1837), worauf der Schelklinger Stadtrat am 29. Mai 1837 beschloss, eine Kommission unter der Führung des Stadtschultheißen Georg Martin Betz nach Blaubeuren abzusenden, um Drescher den Dank der Stadt Schelklingen für seine wohlwollende Förderung des Projekts abzustatten. 1838 wurde er als Oberamtmann ans Oberamt Balingen versetzt, wo er 1847 wegen Kränklichkeit pensioniert wurde. Dort musste er nach der Pensionierung die Registratur ordnen.
Drescher hatte einen Sohn Wilhelm Friedrich, geboren in Blaubeuren am 30. Juli 1820, welcher ebenfalls württembergischer Oberamtmann wurde.